# Le port de Rotterdam
Le port de Rotterdam (De haven van Rotterdam) is een schilderij van de Franse pointillistische kunstschilder Paul Signac, geschilderd in 1907 na een verblijf in Nederland, olieverf op doek, 87 x 114 centimeter. Het schilderij bevindt zich thans in de collectie van het Museum Boijmans Van Beuningen te Rotterdam.

## Context
Signac bezocht Nederland voor het eerst in het voorjaar van 1896. Hij keerde er terug in de maanden april en mei van 1906, en verbleef toen in een hotel aan de Willemskade te Rotterdam, waar hij in 1896 diverse kleine havensteden aandeed met zijn zeiljacht en schetsen en schilderijen maakte in onder andere Vlissingen, Veere, Volendam en Edam, bleef hij in 1906 langere tijd werken in de omgeving van de Maasstad. Hij maakte enkele watergezichten met molens, maar was vooral onder de indruk van de enorme bedrijvigheid in de Rotterdamse haven. Signac was zelf een ervaren zeiler en bekend met tal van havens aan de Middellandse Zee en de Franse westkust, maar de grote industriële drukte van de Rotterdamse haven was een openbaring voor hem. 'Wat een bedrijvigheid! Ben enthousiast, maar verbijsterd', schreef hij op een ansichtkaart: 'Een voortdurend ballet van boten en rook'. Hij voegde eraan toe dat hij al schilderend een gevecht leverde tegen de Maas, waarop de lichtval elk moment anders was.
Signac maakte in Rotterdam een reeks schetsen en aquarellen van de haven die hij later in zijn Parijse atelier uitwerkte tot schilderijen: een manier van werken die voortvloeide uit zijn arbeidsintensieve pointillistische techniek. Het bekendste van deze werken is 'Le port de Rotterdam'.

## Afbeelding
Le port de Rotterdam toont een gezicht op de Rotterdamse haven, door Signac bezien vanuit zijn hotelkamer. Het toont een wemeling van schepen, rookpluimen en dukdalven in het deinende water, met op de achtergrond de imposante Maasbruggen. Het schilderij is conform de divisionistische stijl opgebouwd uit kleine, mozaïekachtige toetsjes verf. Deze stippen van ongemengde verf zijn naast elkaar op het doek gezet, zodat ze zich pas in het oog van de kijker optisch met elkaar vermengen. De losse kleurtoetsen, blokjes bijna, geven een glinsterend effect en creëren een compositie waarbij de afzonderlijke elementen synthetisch in het totaalbeeld lijken op te gaan. Van een afstand wekt het geheel een dynamische indruk van beweging.
Binnen de context van de ontwikkeling van Signac als autodidactisch kunstenaar, kan het werk worden geplaatst in een specifieke periode kort na 1900, waarin hij zijn kleuren enigszins dempte. Hij was inmiddels duidelijk los gekomen van de strakke kleurtheorieën van zijn leermeester Georges Seurat en zocht in zijn eigen woorden vooral naar 'vrijheid' en 'harmonie'. Een natuurgetrouwe weergave was niet het belangrijkste. Het ging hem vooral om de totaalcompositie, een streven dat duidelijk herkenbaar is in 'Le port de Rotterdam'. Het divisionisme bleef bij echter nog steeds als het meest geschikte vehikel beschouwen. Zelf schreef hij daarover: 'Een paar jaar geleden deed ik veel moeite om anderen met wetenschappelijke experimenten te overtuigen dat de tinten, kleuren en schakeringen die ik gebruikte allemaal in de natuur voorkomen. Nu volsta ik met te zeggen: ik schilder op deze manier omdat deze techniek mij de geschiktste lijkt om het meest harmonieuze en het meest van licht en kleur vervulde resultaat te bereiken, en vooral ook omdat ik het mooi vind'.

## Toeschrijving en datering
Het schilderij is linksonder gesigneerd en gedateerd ‘P. Signac 1907’.

## Herkomst
Het werk werd in 1952 geschonken aan Stichting Museum Boijmans Van Beuningen door de voormalige directeur van het Boijmans, Dirk Hannema. Het was vanaf 1925 al in bruikleen aan het museum.

## Andere 'Rotterdamse' werken

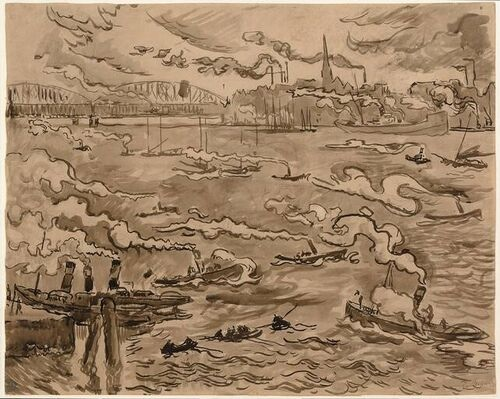
De Maas, schets, terplekke gemaakt
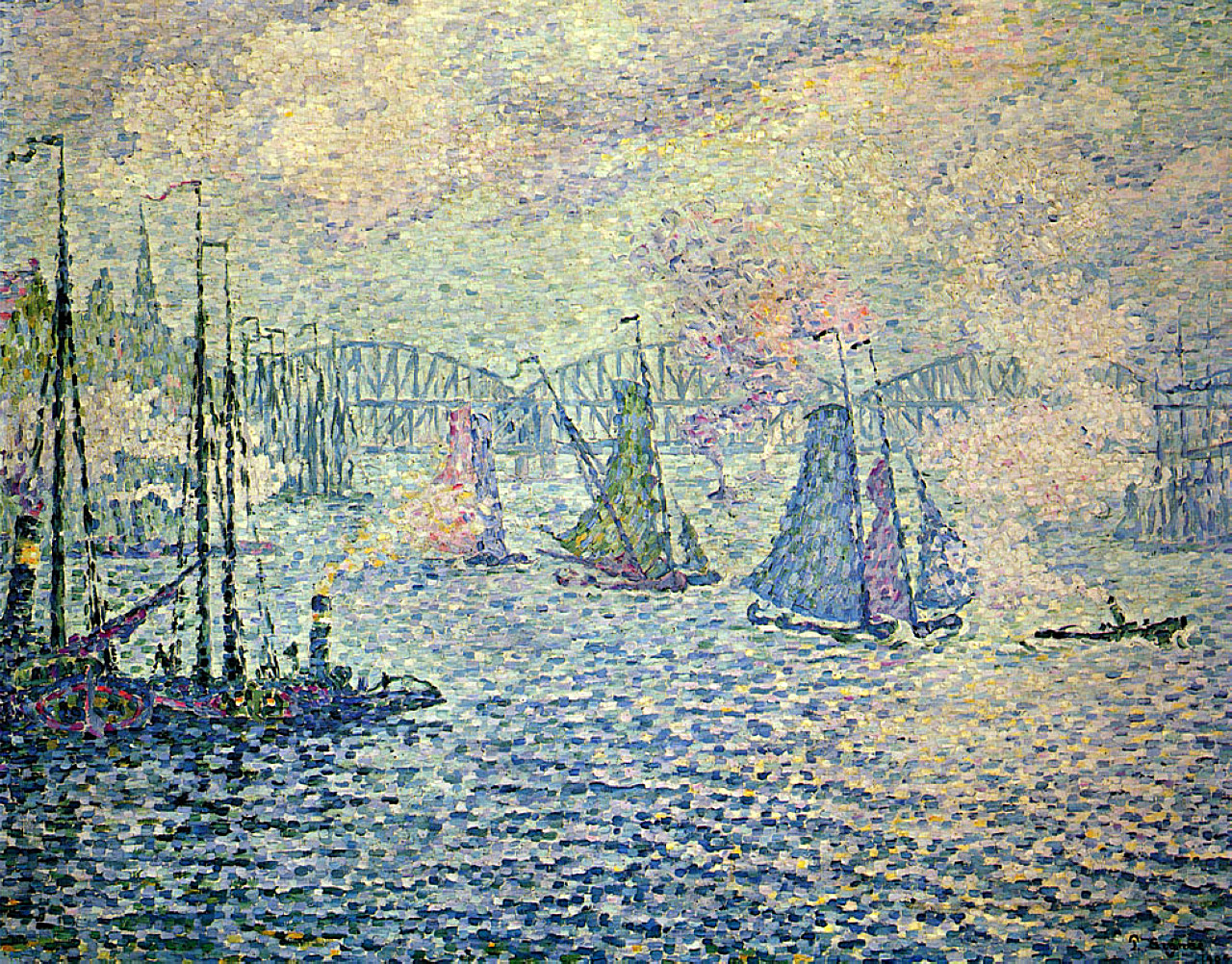
Rotterdamse haven, tweede versie
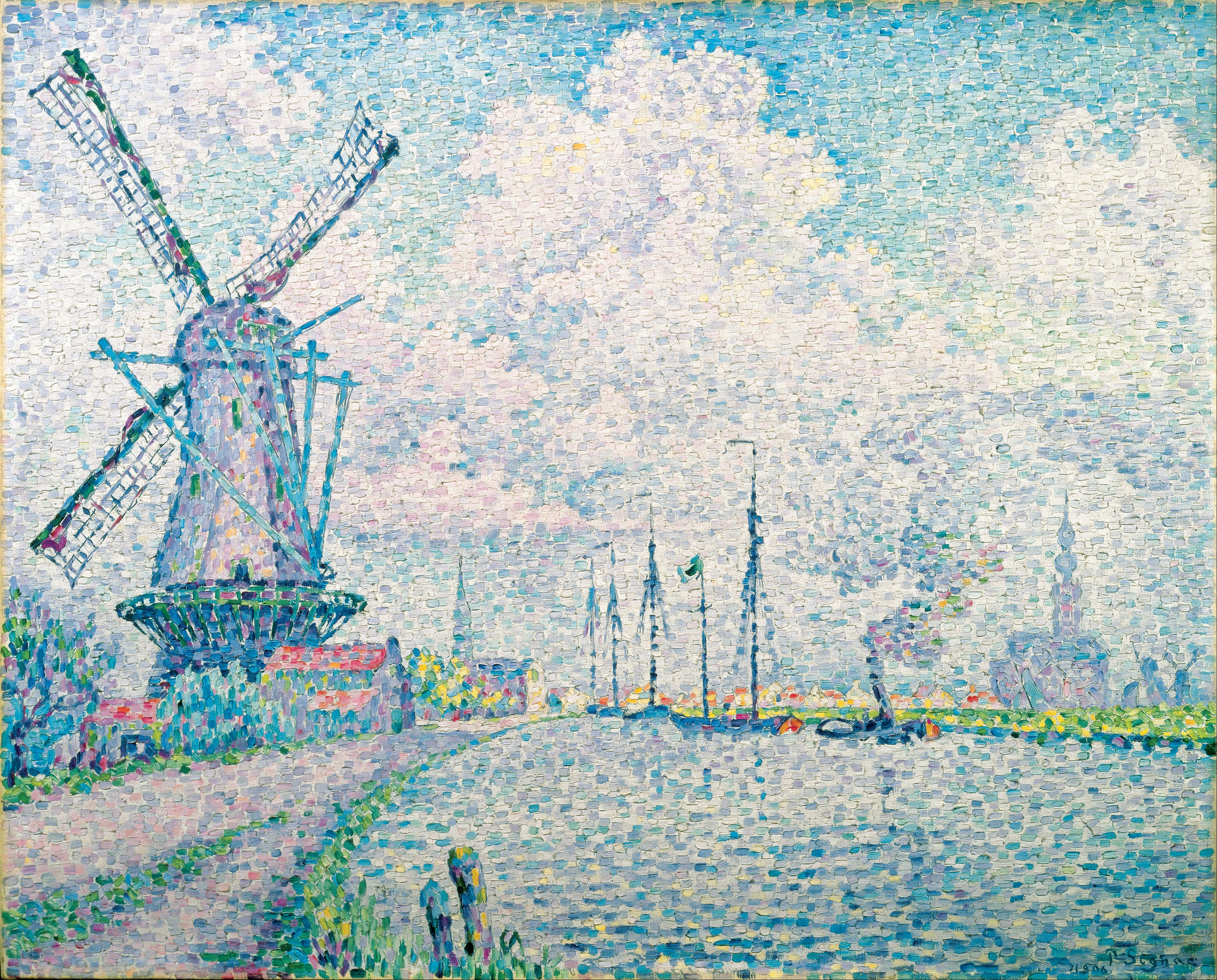
Kanaal bij Overschie, Rotterdam